# Siyavush Kerimi
Siyavush Kerimi (en azerí: Siyavuş Kərimi) es compositor de Azerbaiyán, rector del Conservatorio Nacional de Azerbaiyán, Artista del pueblo de la República de Azerbaiyán (2005).

## Biografía
Siyavush Kerimi nació el 9 de noviembre de 1954 en Bakú. En 1972-1977 estudió en la Academia de Música de Bakú.
Actualmente es rector del Conservatorio Nacional de Azerbaiyán. Siyavush Kerimi se ha galardonado con el Orden Shohrat en 2014.

## Filmografía
- 1989 – “Qaravəlli”
- 1992 – “Qaravəlli-2”
- 1996 – “La última batalla”
- 1998 – “La familia”
- 1998 - “Nuestra tristeza... Nuestro orgullo...”
- 1999-2003 – “Heydar Aliyev”
- 2001 – “Sueño”
- 2005 – “Meshedi Ibad-94”
- 2015 – “Bakú, te amo”
- 2015 – “Samandar Rzayev”

## Premios y títulos
- Artista de Honor de la República de Azerbaiyán (1998)
- Artista del pueblo de la República de Azerbaiyán (2005)
- Orden Shohrat (2014)